# Municipio de Pajapan
El municipio de Pajapan se encuentra en el estado de Veracruz, es uno de los 212 municipios de la entidad y tiene su ubicación en la zona sur del Estado. Según el censo de 2020, tiene una población de 18,051 habitantes. Su cabecera es la localidad de Pajapan.
Sus coordenadas son 18°16’ latitud norte, longitud oeste de 94°41’ y cuenta con una altura de 180 m s. n. m.

El municipio lo conforman cuarenta localidades en las cuales habitan 14.621 personas.

## Límites
Tiene límites administrativos con los siguientes municipios y/o accidentes geográficos, según su ubicación:
| Noroeste: Tatahuicapan de Juárez | Norte: Golfo de México |                                      |
| Oeste: Mecayapan                 |                        | Este: Golfo de México, Coatzacoalcos |
|                                  | Sur: Chinameca         | Sureste: Cosoleacaque                |

## Clima
El clima de este municipio es cálido-húmedo-regular, con una temperatura de 26.2 °C, las lluvias son abundantes en el verano y a principios del otoño, con menor intensidad en invierno.

## Cultura
Pajapan en los días 6, 7, 8 y 9 de marzo tiene su feria y celebra la fiesta religiosa en honor San Juan de Dios, patrono del lugar en dichos días se realizan diferentes actividades como el jaripéo que empieza del día 6 hasta el 9 de marzo junto con los famosos mojigangos encuentros de jaraneros y coronación de la reyna de la feria el día 6, carreras de caballo la quema del venadito y el castiquillo, el 16 de septiembre se conmemoran las fiestas patrias; el 20 de noviembre se festeja el aniversario de la Revolución Mexicana; y el 12 de diciembre es la fiesta religiosa en honor de la Virgen de Guadalupe.
Mojiganga:grupo de personas que se visten de diferentes maneras poniéndose la máscara para diferenciarlas de personajes interpretando ser un monstruo o anima